# کریستف کخ
کریستف کخ (به انگلیسی: Christof Koch) (زادهٔ ۱۹۵۶ کانزاس سیتی در میزوری در آمریکا) از عصب‌شناسان و نظریه‌پردازان کنونی جهان در زمینه خودآگاهی بشمار می‌آید.
کخ دکترای خود را از مؤسسه ماکس پلانک در توبینگن در آلمان دریافت کرده و هم‌اکنون استاد مؤسسه فناوری کالیفرنیا است. او مدتی همکار فرانسیس کریک بود.
تخصص وی در یافتن همبستگی‌های نورونی در مغز و مسائل دیگر در فلسفه ذهن و موضوعات خودآگاهی است.